# 瑪格麗特·洛許
瑪格麗特·安·洛許（英語：Margaret Ann Loesch，/loʊʃ/）是一名美國電視公司主官和監製。她是探索公司和孩之寶的合資電視網路Hub Network的前總裁和執行長。2014年6月12日，她宣布在當年年底卸任。

## 早期生活
洛許的父母為美國空軍准將L·弗雷德·洛許（L. Fred Loesch）與瑪格麗特·M·洛許（Margaret M. Loesch）。她在南密西西比大學主修政治學，並在紐奧良的路易斯安那州立大學獲得碩士學位。

## 職業生涯
1971年，洛許在美國廣播公司擔任電視節目和製作職務以開始其娛樂生涯，之後在1979年到全國廣播公司工作。1979年，她轉至漢納巴伯拉動畫擔任兒童節目的副總裁，併升至執行副總裁。 1984年，她加入漫威製作公司擔任總裁和執行長。1990年至1997年，洛許還負責管理Fox Kids。在這期間，她為該網路購買了《X戰警》和《金剛戰士》系列（這兩個系列都被證實非常受歡迎）。在1998年的大部分時間裡，洛許是吉姆·亨森電視集團的總裁，曾參與奧德賽頻道與霍爾馬克娛樂公司和全國宗教間有線電視聯盟的協議。她於1998年11月被調至奧德賽公司擔任總裁兼執行長。隨著霍爾馬克公司接管了奧德賽公司的多數股權，洛許在1999年領導將奧德賽公司重新命名為霍爾馬克頻道的工作 She was hired as Hub Network CEO position in July 2009 until the end of 2014.。2015年3月，洛許被任命為Genius Brands的國際董事會成員，接替美國賀卡公司的總裁兼運營長傑夫·韋斯（Jeff Weiss）。

## 外部連結
- 瑪格麗特·洛許在互联网电影资料库（IMDb）上的資料（英文）
- Margaret Loesch （页面存档备份，存于） at The Interviews: An Oral History of Television